# Цзун Пу
Не следует путать с китайским писателем Цзэн Пу
Цзун Пу (кит. упр. 宗璞, пиньинь Zōng Pú), настоящее имя Фэн Чжунпу (кит. трад. 馮鍾璞), род. 26 июля 1928, Пекин) — китайская писательница, лауреат премии Мао Дуня, наиболее престижной литературной премии Китая, за 2005 год.

## Биография
Родилась в Пекине в 1928 году. Дочь философа Фэн Юланя (1895—1990). В годы антияпонской войны училась в школе при Объединённом Юго-Западном университете (кит. 西南聯大), где работал отец.
Поступила в 1946 году на факультет иностранных языков Нанькайского университета в городе Тяньцзинь. Позже перевелась на факультет иностранных языков Университета Цинхуа (кит. 清華大學) и окончила его в 1951 году.
Работала на факультетах иностранных языков Нанькайского университета (кит. 南開大學) и Университета Цинхуа.
Первый рассказ был опубликован в 1948 году.
В 1950-х гг. работала в редакциях журналов «Литературная газета» (кит. 《文藝報》) и «Мировая литература» (кит. 《世界文學》).
В 1959 году была причислена к «правым элементам» и отправлена «на трудовое перевоспитание» в сельскую местность провинции Хэбэй. Во время «культурной революции» отошла от творчества, вернулась к литературе в конце 1970-х. В 1980-х пишет своего рода «роман воспоминаний» — «Бегство на юг», в котором воспроизводит эпизоды из своей жизни во время антияпонской войны.
Рассказы «Убежище улитки», «Череп в глинистой жиже», «Кто же я?» в метафорической, парадоксальной форме воспроизводят эпизоды из эпохи «культурной революции». В центре рассказа «Кто же я?» — идея психологического перерождения человека, когда под влиянием внешних обстоятельств он перестает осознавать себя как личность и начинает воспринимать сея носителем инфернальных сил.
Пишет также рассказы и сказки для детей.
Лауреат литературной премии Мао Дуня (2005) за роман «Записки о спрятавшихся на Востоке».
Романы «Бегство на юг» и «Убежище на Востоке» переведены на английский.

## Произведения
- «Красные бобы» 《红豆》, 1957 (рассказ)
- «Кто же я?» 《我是谁》, 1979 (рассказ)
- «Камень трёх жизней» 《三生石》, 1981 (повесть)
- «Череп в глинистой жиже» 《泥沼中的头颅》, 1985 (рассказ)
- «Плоды гвоздичного дерева» «丁香结», 1986 (сборник эссе)
- «Бегство на юг» 《南渡记》, 1988 (роман)
- «Убежище на Востоке» / «Записки о спрятавшихся на Востоке» «东藏记», 2001 (роман)
- «Поход на Запад» «西征记», 2009 (роман)

### Переводы на русском языке
- Цзун Пу «Кто же я?» (рассказ) / пер. с кит. М. Ишкова / Китайские метаморфозы: современная китайская художественная проза и эссеистика / Сост. Д. Н. Воскресенский.. М , 2007, ISBN 978-5-02-036318-2, с. 136—142，510-513[6]